# 天府可乐
天府可乐是中国天府可乐集团的汽水品牌，现转天府可乐（重庆）饮品有限公司运营。被称为“中国人自己的可乐”。

## 历史
- 1978年11月25日“渤海2号”钻井船翻沉。1980年8月，事故处理意见出台，引发各界反应。其中国家医药总局提出，全国积压在库的中药白芍每年报损达4亿元之巨，导致中央领导人要求研究中药材的利用方式。[1]
- 1980年重慶飲料廠（中國天府可樂集團前身）與四川省中藥研究所（重慶市中藥研究院前身）聯手，盼望研製出第一種「中國人自己的可樂」。[2]同年研制成功，还经过动物毒理学、药理学实验。[1]
- 1982年上市量产。[1]
- 1985年被定为“国宴饮料”，重庆饮料厂更名为重庆饮料可乐饮料工业公司。[1]
- 1988年获第二十七届世界食品博览会金奖，中国可乐市场占有率达75%。重庆饮料可乐饮料工业公司全国设108家分厂，改名中国天府可乐集团公司。[1]
- 1990年天府可樂在莫斯科建灌裝廠，日本風間株式會社更主動代理，前進美國世貿大廈設立公司，專銷天府可樂。
- 1994年天府集团与百事可乐公司合资，此后连年亏损，天府可乐几近停产。
- 2009年天府集团开始通过司法手段向百事公司讨回配方、生产工艺和品牌。2010年成功。2013年拿回商标。[1]
- 2015年准备再次生产，重庆市中药研究院再次提供技术支持。[3]2016年再次开始生产天府可乐。[1]
- 2016、2017年品牌运作外包，亏损了3000多万元。2018年引入新投资者，将生产配方、商标等收回，成立天府可乐（重庆）饮品有限公司。[1]
- 2019年“天府可乐集团中药原浆配方及提取技术”被列入重庆市第六批市级非物质文化遗产代表性项目名录。
- 2022年12月29日，重庆第五中级人民法院发布了中国天府可乐集团公司（重庆）的破产清算公告。[4]天府可乐（重庆）饮品有限公司称破产的是老公司，不影响营业。[5]

## 配方
其配料表显示，天府可乐以白芍为主要原料，并添加其他中药和蔗糖。2022年推出无糖版本，瓶标“以白芍为主的植物性原料”。
药材组合包含白芍、当归、生地黄，据称改自四物汤。

## 健康宣称
公司称，天府可乐是保健饮料，“具有一定的药理机能”。配方是“提取中药材的有效成分，并添加天然香料、碳酸水、有机酸和食糖等”。保健功能宣称基本来自于动物实验。